# Mille Miglia 1947
Les Mille Miglia 1947 est la 14e édition de la course automobile annuelle organisée le 22 juin 1947 entre Brescia et Rome. Cette édition est remportée par Clemente Biondetti et Emilio Romano sur Alfa Romeo 8C 2900B Berlinetta Touring.

## Classement de la course
| Pos. | no  | Pilote                                               | Voiture                                   | Écurie             | Temps / Abandon                   | Catégorie  |
| ---- | --- | ---------------------------------------------------- | ----------------------------------------- | ------------------ | --------------------------------- | ---------- |
| 1    | 230 | Clemente Biondetti Emilio Romano                     | Alfa Romeo 8C 2900B Berlinetta Touring    | Emilio Romano      | 16 h 16 min 39 s 0 (112,238 km/h) | S 3.0      |
| 2    | 179 | Tazio Nuvolari Francesco Carena                      | Cisitalia 202 SMM spider                  |                    | 16 h 32 min 35 s 0                | S 1.1      |
| 3    | 175 | Inico Bernabei Tullio Pacini                         | Cisitalia 202 SMM                         |                    | 16 h 38 min 17 s 0                | S 1.1      |
| 4    | 172 | Eugenio Minetti Piero Facetti                        | Cisitalia 202 SMM                         |                    | 17 h 0 min 40 s 0                 | S 1.1      |
| 5    | 108 | Ovidio Capelli Orlando Gerli                         | Fiat 1100 S berlinetta                    |                    | 17 h 17 min 38 s 0                | S 1.1      |
| 6    | 140 | Luigi Della Chiesa Mariano Brandoli                  | Fiat 1100 S berlinetta                    |                    | 17 h 26 min 4 s 0                 | S 1.1      |
| 7    | 173 | Pasquale Ermini M. Quentin                           | Fiat 1100 S berlinetta                    |                    | 17 h 27 min 37 s 0                | S 1.1      |
| 8    | 156 | Alberto Comirato Lia Comirato Dumas                  | Fiat-Comirato 1100                        |                    | 17 h 27 min 45 s 0                | S 1.1      |
| 9    | 114 | Renato Balestrero Giovanni Bracco                    | Fiat 1100 S berlinetta                    |                    | 17 h 31 min 44 s 0                | S 1.1      |
| 10   | 232 | Ermanno Gurgo Salice Giovanna Maria Cornaggia Medici | Alfa Romeo 6C 2500 SS                     |                    | 17 h 51 min 55 s 0                | S 3.0      |
| 11   | 185 | Luigi Meschi Aldo Bianchi                            | Lancia Aprilia                            |                    | 18 h 26 min 28 s 0                | S 2.0      |
| 12   | 32  | Arnaldo Tullini Luigi Rossi                          | Lancia Aprilia                            |                    | 18 h 42 min 16 s 0                | T 1.5      |
| 13   | 161 | Antonio Brivio Aymo Maggi                            | Fiat 1100 S berlinetta                    |                    | 18 h 44 min 4 s 0                 | S 1.1      |
| 14   | 152 | Araldo Sassone F. Vetere                             | Fiat 1100                                 |                    | 19 h 46 min 45 s 0                | S 1.1      |
| 15   | 117 | Aldo Benedetti R. Guerrini                           | Fiat 1100                                 |                    | 19 h 47 min 8 s 0                 | S 1.1      |
| 16   | 129 | Francesco Apruzzi M. Pomes                           | Fiat 1100                                 |                    | 19 h 52 min 12 s 0                | S 1.1      |
| 17   | 121 | C. Braga (« Doctor X ») Egisto Baistrocchi           | Fiat 1100                                 |                    | 19 h 57 min 13 s 0                | S 1.1      |
| 18   | 170 | U. Fona L. Beltrami                                  | Fiat 1100                                 |                    | 20 h 2 min 25 s 0                 | S 1.1      |
| 19   | 212 | Enrico Anselmi P. Gianni                             | Fiat                                      |                    | 20 h 13 min 6 s 0                 | S 2.0      |
| 20   | 42  | Franco Piccinini Carlo Marsaglia                     | Lancia Aprilia                            |                    | 20 h 19 min 41 s 0                | T 1.5      |
| 21   | 109 | Vincenzo Auricchio Piero Bozzini                     | Stanguellini S 1100 berlinetta            | Vincenzo Auricchio | 20 h 32 min 10 s 0                | S 1.1      |
| 22   | 197 | Alberto Nespoli Mario Baj                            | Lancia Aprilia                            |                    | 20 h 36 min 15 s 0                | S 2.0      |
| 23   | 105 | Franco Bertani Guido Barbieri                        | Fiat 1100 S                               |                    | 20 h 36 min 21 s 0                | S 1.1      |
| 24   | 40  | Giulio Rollino Angelo Poggio                         | Lancia Aprilia                            |                    | 21 h 2 min 17 s 0                 | T 1.5      |
| 25   | 94  | Bruno Moroni A. Carta                                | Fiat 1100                                 |                    | 21 h 7 min 22 s 0                 | S 1.1      |
| 26   | 28  | Mario Coda R. Dama (« Remo »)                        | Lancia Ardea                              |                    | 21 h 16 min 4 s 0                 | T 1.1      |
| 27   | 21  | Gino De Sanctis A. Prosperi                          | Fiat 508C Balilla                         |                    | 21 h 21 min 46 s 0                | T 1.1      |
| 28   | 43  | Aprile Palmer W. Moroni                              | Fiat 1500                                 |                    | 21 h 30 min 10 s 0                | T 1.5      |
| 29   | 35  | A. Marella I. Pezzoli                                | Lancia Aprilia                            |                    | 21 h 39 min 59 s 0                | T 1.5      |
| 30   | 223 | L. Colombo A. Colori                                 | Lancia Aprilia                            |                    | 21 h 46 min 9 s 0                 | S 2.0      |
| 31   | 23  | Giulio Moscucci Pietro Moscucci                      | Fiat 1100                                 |                    | 21 h 52 min 0 s 0                 | T 1.1      |
| 32   | 92  | A. Emanuelli « Civettini »                           | Fiat 1100                                 |                    | 22 h 4 min 25 s 0                 | S 1.1      |
| 33   | 69  | Mario Avalle Antonio Prina                           | Fiat Avalle                               |                    | 22 h 12 min 35 s 0                | S 0.75     |
| 34   | 17  | Giovanni Caffaro M. Caffaro                          | Fiat 1100                                 |                    | 22 h 29 min 9 s 0                 | T 1.1      |
| 35   | 45  | Sandro Fiorio Piero Avalle                           | Fiat                                      |                    | 22 h 29 min 42 s 0                | S 0.75     |
| 36   | 77  | Attilio Brandi B. Marzocchi                          | Fiat                                      |                    | 22 h 44 min 33 s 0                | S 0.75     |
| 37   | 149 | « Sistici » F. Poldi                                 | Fiat 1100                                 |                    | 22 h 48 min 14 s 0                | S 1.1      |
| 38   | 29  | Luisa Pozzoli R. Caspani                             | Fiat 1100                                 |                    | 22 h 56 min 39 s 0                | T 1.1      |
| 39   | 63  | Carlo Strozzi Renato Turolla                         | Fiat-Turolla                              |                    | 23 h 3 min 10 s 0                 | S 0.75     |
| 40   | 16  | Armando Bevilacqua P. Carboni                        | Fiat 1100 Metano                          |                    | 23 h 4 min 52 s 0                 | T 1.1      |
| 41   | 58  | Antonio Stagnoli F. Lucchetta                        | Fiat 500 Spl.                             |                    | 23 h 49 min 8 s 0                 | S 0.75     |
| 42   | 220 | Aldo Quaglia « Comollo »                             | Lancia Aprilia                            |                    | 24 h 5 min 0 s 0                  | S 2.0      |
| 43   | 25  | Elio Bianchi « Boscaglia »                           | Fiat 1100                                 |                    | 24 h 10 min 19 s 0                | T 1.1      |
| 44   | 22  | G. Venturelli P. Venturelli                          | Lancia Ardea                              |                    | 24 h 10 min 33 s 0                | T 1.1      |
| 45   | 10  | Diego Capelli G. Nosotti                             | Fiat 500                                  |                    | 24 h 41 min 5 s 0                 | T 0.75     |
| 46   | 12  | Aldo Guardia Gino Lochi                              | Fiat 500                                  |                    | 24 h 47 min 34 s 0                | T 0.75     |
| 47   | 26  | F. Motta A. Arduino                                  | Lancia Ardea                              |                    | 25 h 34 min 7 s 0                 | T 1.1      |
| 48   | 11  | Umberto Bini Carlo Lucini                            | Fiat 500                                  |                    | 25 h 49 min 9 s 0                 | T 0.75     |
| 49   | 15  | Aldo Curatolo O. Casoli                              | Fiat 500                                  |                    | 26 h 26 min 18 s 0                | T 0.75     |
| 50   | 83  | Bruno Facchetti Mario Fenocchio                      | Fiat                                      |                    | 26 h 45 min 31 s 0                | S 0.75     |
| 51   | 7   | Luigi Caratti F. Navoni                              | Fiat 500                                  |                    | 32 h 49 min 0 s 0                 | T 0.75     |
| 52   | 14  | P. Gnudi M. Zamboni                                  | Fiat 500                                  |                    | 33 h 12 min 0 s 0                 | T 0.75     |
| 53   | 118 | Aldo Bassi F. Morandi                                | Fiat 1100 S berlinetta                    |                    | 20 h 24 min 30 s 0                | S 1.1      |
| 54   | 78  | Vittorio Bulgarini L. Bonadei                        | Fiat                                      |                    | 23 h 34 min 2 s 0                 | S 0.75     |
| Dsq. | 33  | M. Reynaldi Annibale Moroni                          | Lancia Aprilia                            |                    |                                   | T 1.5      |
| Abd. | 8   | P. Bertolotti C. Ogna                                | Fiat 500                                  |                    |                                   | T 0.75     |
| Abd. | 9   | Eugenio Genazzoni « Bartoli »                        | Fiat 500                                  |                    |                                   | T 0.75     |
| Abd. | 18  | Sesto Leonardi S. Besi                               | Fiat 1100                                 |                    |                                   | T 1.1      |
| Abd. | 19  | Oscar Sartini Dario Lunghi                           | Fiat 1100                                 |                    |                                   | T 1.1      |
| Abd. | 24  | Luigi Zanetti R. Alberti                             | Fiat 1100                                 |                    |                                   | T 1.1      |
| Abd. | 30  | R. Benvenuti « Bulletti »                            | Fiat 1100                                 |                    |                                   | T 1.1      |
| Abd. | 38  | Dino Bassi R. Furielli                               | Lancia Aprilia                            |                    |                                   | T 1.5      |
| Abd. | 39  | « Montini » « Roverselli »                           | Fiat 1500                                 |                    |                                   | T 1.5      |
| Abd. | 46  | D. Pulidori Giuseppe Cioni                           | Fiat                                      |                    |                                   | S 0.75     |
| Abd. | 49  | Andrea Gorla Armando François                        | Fiat                                      |                    |                                   | S 0.75     |
| Abd. | 50  | G. Lucatelli « Pierri »                              | Fiat                                      |                    |                                   | S 0.75     |
| Abd. | 53  | Giuseppe Bertone M. Xausa                            | Fiat                                      |                    |                                   | S 0.75     |
| Abd. | 57  | G. Panzacchi A. Faccioli                             | Fiat                                      |                    |                                   | S 0.75     |
| Abd. | 59  | Romeo Guardiani Stefano Alquati                      | Fiat                                      |                    |                                   | S 0.75     |
| Abd. | 60  | A. Coletti Roberto Gandini                           | Fiat                                      |                    |                                   | S 0.75     |
| Abd. | 61  | S. Moretti Angelo Ambrogio                           | Fiat                                      |                    |                                   | S 0.75     |
| Abd. | 65  | « Priori » « Gerelli »                               | BMW                                       |                    |                                   | S 0.75     |
| Abd. | 66  | Leonardo Quadri Mirella Quadri                       | Fiat                                      |                    |                                   | S 0.75     |
| Abd. | 67  | Antonio Nicolai « Cagnotti »                         | Fiat                                      |                    |                                   | S 0.75     |
| Abd. | 68  | A. Beltramini « Saccheri »                           | Fiat                                      |                    |                                   | S 0.75     |
| Abd. | 71  | Carlo Pesci F. Maestri                               | Fiat Siata 750                            |                    |                                   | S 0.75     |
| Abd. | 72  | E. Benedetti « Corsini »                             | Fiat                                      |                    |                                   | S 0.75     |
| Abd. | 73  | E. Manfredini Luigi Andina                           | Fiat                                      |                    |                                   | S 0.75     |
| Abd. | 74  | F. Crivellari G. Munari                              | Fiat                                      |                    |                                   | S 0.75     |
| Abd. | 76  | Giovanni Gorrini Franco Mietta                       | Fiat                                      |                    |                                   | S 0.75     |
| Abd. | 79  | V. Ceccoli Marcelo Gallerani                         | Fiat                                      |                    |                                   | S 0.75     |
| Abd. | 80  | Guido Trebeschi Att. Trebeschi                       | BMW                                       |                    |                                   | S 0.75     |
| Abd. | 81  | Enrico Cané R. Martelli                              | Fiat                                      |                    |                                   | S 0.75     |
| Abd. | 85  | Irma Martelli « Geri »                               | Fiat                                      |                    |                                   | S 0.75     |
| Abd. | 93  | « Cenacchi » Felice Moretti                          | MG                                        |                    |                                   | S 1.1      |
| Abd. | 96  | Giudo Scagliarini Vittorio Annoni                    | Stanguellini SN1100                       |                    |                                   | S 1.1      |
| Abd. | 97  | T. Cucci B. Boldrini                                 | Fiat Icot 1100                            |                    |                                   | S 1.1      |
| Abd. | 98  | A. Della Torre Giancarlo Della Torre                 | Fiat 1100                                 |                    |                                   | S 1.1      |
| Abd. | 99  | F. Tomasini U. Tanini                                | Fiat 1100                                 |                    |                                   | S 1.1      |
| Abd. | 100 | Alberico Cacciari A. Fabbri                          | Fiat 1100 hardtop Carr. Ala d'Oro         |                    |                                   | S 1.1      |
| Abd. | 103 | « Ghioldi » L. Beretta                               | Fiat 1100                                 |                    |                                   | S 1.1      |
| Abd. | 106 | B. Ghiringhelli Paolo Galli                          | Fiat 1100 hardtop                         |                    |                                   | S 1.1      |
| Abd. | 107 | Cesare Crespi Perellino Leonida Crespi Perellino     | Fiat 1100 S berlinetta                    |                    |                                   | S 1.1      |
| Abd. | 112 | A. Ranieri G. Catello                                | Fiat 1100 S berlinetta                    |                    |                                   | S 1.1      |
| Abd. | 113 | Mario Lietti Aldo Bertossi                           | Fiat 1100                                 |                    |                                   | S 1.1      |
| Abd. | 115 | Giorgio Castelnuovo R. Salvadori                     | Fiat 1100                                 |                    |                                   | S 1.1      |
| Abd. | 119 | « Clemencich » Dante Spreafico                       | Fiat 1100 S berlinetta                    |                    |                                   | S 1.1      |
| Abd. | 122 | A. Morandini A. Finardi                              | Fiat 1100                                 |                    |                                   | S 1.1      |
| Abd. | 123 | A. Gatti Mario Repetto                               | Fiat 1100                                 |                    |                                   | S 1.1      |
| Abd. | 124 | R. Berardi Aldo Berardi                              | Fiat 1100                                 |                    |                                   | S 1.1      |
| Abd. | 125 | « Savoia » M. Grossi                                 | O.S.C.A. 1100                             |                    |                                   | S 1.1      |
| Abd. | 126 | Aldo Conconi S. Grisoni                              | Fiat 1100                                 |                    |                                   | S 1.1      |
| Abd. | 128 | Umberto Conti C. Penente                             | Fiat 1100                                 |                    |                                   | S 1.1      |
| Abd. | 131 | Abele Clerici « Roncaldier »                         | Fiat 1100                                 |                    |                                   | S 1.1      |
| Abd. | 132 | Franco Rol Ferdinando Righetti                       | Simca Gordini TMM                         | Franco Rol         |                                   | S 1.1      |
| Abd. | 133 | Innocente Maggi « Zavattarelli »                     | Fiat 1100                                 |                    |                                   | S 1.1      |
| Abd. | 138 | Inconnu                                              | Fiat 1100 S berlinetta                    |                    |                                   | S 1.1      |
| Abd. | 139 | C. Cavacciuti E. Favari                              | Fiat 1100                                 |                    |                                   | S 1.1      |
| Abd. | 141 | Lorenzo Girard Gino Basso                            | Fiat 1100                                 |                    |                                   | S 1.1      |
| Abd. | 142 | V. Osti « Cremonini »                                | Fiat 1100                                 |                    |                                   | S 1.1      |
| Abd. | 143 | Plinio Ferrari Ernesto Menato                        | Fiat 1100                                 |                    |                                   | S 1.1      |
| Abd. | 144 | T. M. Grieco « Curelli »                             | Fiat 1100                                 |                    |                                   | S 1.1      |
| Abd. | 146 | Giuseppe Gilera Giovanni Minozzi                     | Fiat 1100 S berlinetta                    |                    |                                   | S 1.1      |
| Abd. | 150 | Piero Taruffi « Buzzi »                              | Cisitalia 202 SMM berlinetta aerodinamica |                    |                                   | S 1.1      |
| Abd. | 154 | M. De Minicis I. Nigris                              | Fiat 1100                                 |                    |                                   | S 1.1      |
| Abd. | 157 | Arnaldo Bellini U. Fossa                             | Fiat 1100                                 |                    |                                   | S 1.1      |
| Abd. | 159 | Bruno Ruffo U. Zunica                                | Fiat 1100                                 |                    |                                   | S 1.1      |
| Abd. | 164 | Piero Dusio Adolfo Macchieraldo                      | Cisitalia 202 SMM spider “Razzo”          |                    |                                   | S 1.1      |
| Abd. | 165 | Vincenzo Leone P. Cresta                             | Fiat 1100                                 |                    |                                   | S 1.1      |
| Abd. | 168 | E. Brigatti V. Petrini                               | Fiat 1100                                 |                    |                                   | S 1.1      |
| Abd. | 169 | Leo Spoletini T. Sacchetti                           | Fiat 1100                                 |                    |                                   | S 1.1      |
| Abd. | 171 | Claudio Rossi Gaetano Faes                           | Fiat 1100                                 |                    |                                   | S 1.1      |
| Abd. | 177 | Francesco Siracusa Luigi Fiertler                    | Fiat 1100                                 |                    |                                   | S 1.1      |
| Abd. | 178 | E. Motz Angelo Molinari                              | Fiat 1100                                 |                    |                                   | S 1.1      |
| Abd. | 180 | « Baldoni » « Rubbi »                                | Fiat 1100                                 |                    |                                   | S 2.0      |
| Abd. | 183 | Ruggero Minio T. Massimo                             | Fiat                                      |                    |                                   | S 2.0      |
| Abd. | 188 | Lando Barsotti « Bargagni »                          | BMW                                       |                    |                                   | S 2.0      |
| Abd. | 189 | Enrico Beltracchini Adriano Massa                    | Auto Avio Costruzioni 815                 |                    |                                   | S 2.0      |
| Abd. | 190 | A. Bosi J. Vincis                                    | Citroën                                   |                    |                                   | S 2.0      |
| Abd. | 191 | Giovanni Cattina M. Benaglia                         | Lancia Aprilia                            |                    |                                   | S 2.0      |
| Abd. | 193 | Cesare Beretta Alberto Garatti                       | BMW 328                                   |                    |                                   | S 2.0      |
| Abd. | 196 | F. Agostini Dante Fornari                            | Lancia Aprilia                            |                    |                                   | S 2.0      |
| Abd. | 198 | Emilio Vicentini Carla Vicentini                     | BMW 328                                   |                    |                                   | S 2.0      |
| Abd. | 199 | Enrico Adanti « Spadoni »                            | Lancia Aprilia                            |                    |                                   | S 2.0      |
| Abd. | 200 | G. Zaniratti Franco Zaniratti                        | Lancia Aprilia                            |                    |                                   | S 2.0      |
| Abd. | 202 | C. Fabbrini « Falciai »                              | Alfa Romeo                                |                    |                                   | S 2.0      |
| Abd. | 204 | Giorgio Becucci Pasquale Cazzato                     | Lancia Aprilia                            |                    |                                   | S 2.0      |
| Abd. | 205 | Giuseppe Borso Raniero Borso                         | Fiat                                      |                    |                                   | S 2.0      |
| Abd. | 207 | Edmondo Bucci Vito Barion                            | Fiat                                      |                    |                                   | S 2.0      |
| Abd. | 208 | « Peci » G. Venturini                                | Alfa Romeo                                |                    |                                   | S 2.0      |
| Abd. | 210 | Carlo Leone « Cecchinato »                           | Lancia Aprilia                            |                    |                                   | S 2.0      |
| Abd. | 214 | E. Tenaglia Luciano Piovesan                         | Fiat                                      |                    |                                   | S 2.0      |
| Abd. | 215 | C. Burdino Dom. Quaglia                              | Lancia Aprilia                            |                    |                                   | S 2.0      |
| Abd. | 217 | Dante Cappelletto Dorino Serafini                    | BMW 328                                   |                    |                                   | S 2.0      |
| Abd. | 219 | Franco Cortese Adelmo Marchetti                      | Ferrari 125 Spyder                        | Scuderia Ferrari   |                                   | S 2.0      |
| Abd. | 222 | Luigi Villoresi Guerino Bertocchi                    | Maserati A6GCS berlinetta                 |                    |                                   | S 2.0      |
| Abd. | 227 | « Nannucci » « Verdieri Brandi »                     | Alfa Romeo 6C 2500 SS                     |                    |                                   | S 3.0      |
| Abd. | 229 | Dioscoride Lanza G. Pelassa                          | Alfa Romeo 6C 2500 SS                     |                    |                                   | S 3.0      |
| Abd. | 235 | « Rovatti » Pietro Favari                            | Alfa Romeo 6C 2500 SS                     |                    |                                   | S 3.0      |
| Abd. | 239 | Gabriele Besana Soave Besana                         | Alfa Romeo 6C 2500 SS                     |                    |                                   | S 3.0      |
| Abd. | 240 | Innocente Baggio « Raimondi »                        | Alfa Romeo 6C 2500 SS                     |                    |                                   | S 3.0      |
| Np.  | 1   | Nasi Di Giorgio E. Spreafico                         | Alca Volpe                                |                    |                                   | Spec. 0.75 |
| Np.  | 2   | « Sgarlatta » L. Cella                               | Alca Volpe                                |                    |                                   | Spec. 0.75 |
| Np.  | 3   | « Tagifana » Roberto Lippi                           | Alca Volpe                                |                    |                                   | Spec. 0.75 |
| Np.  | 4   | Paolo Villa « Feller »                               | Alca Volpe                                |                    |                                   | Spec. 0.75 |
| Np.  | 5   | « Cerilli » L. De Santis                             | Alca Volpe                                |                    |                                   | Spec. 0.75 |
| Np.  | 20  | « Servi » G. Porta                                   | Lancia Ardea                              |                    |                                   | T 1.1      |
| Np.  | 56  | Ettore Bianco « Ruffa »                              | Fiat                                      |                    |                                   | S 0.75     |
| Np.  | 62  | « Matta » Rodolfo Bay                                | O.S.C.A.                                  |                    |                                   | S 0.75     |
| Np.  |     | Inconnu                                              | Talbot                                    | Talbot             |                                   |            |
| Np.  |     | Leslie Johnson John Eason-Gibson                     | Talbot T 150C                             | Leslie Johnson     |                                   |            |
| Np.  |     | Clemente Biondetti                                   | Biondetti Special                         |                    |                                   |            |

- Légende: Abd.=Abandon ; Dsq.=Disqualifié ; Np.=Non partant

## À noter
- Présence d'une voiture mue par le méthane  Armando Bevilacqua et  P. Carboni (Fiat).
- Présence d'une Auto Avio Costruzioni 815,  Enrico Beltracchini et  Adriano Massa, première voiture construite, en deux exemplaires, par Enzo Ferrari.